# 류정필
테너 류정필은 스페인 바르셀로나에서 활동하며 유럽의 유명 성악가들과 많은 무대에서 공연을 하였으며, 귀국 후에도 청중들의 감동을 위해서 클래식, 민요, 가요 등 장르를 가리지 않고 노래한다. 
대통령 당선 축하무대에 설만큼 정통 클래식계에서 인정받는 테너이며, 김희진, 김범수, 소향 등 대중가수와의 듀엣 공연도 활발히 하고 있다.
클래식 오딧세이 600회 특집 방송에서는 노래는 물론 진행까지 맡아 방송계에서 주목 받는 성악가로 확실하게 자리매김 하고 있다.

## 학력
- 서울대학교 음악대학 성악과 학사
- 이탈리아 파르마 오르페오 국제아카데미
- 스페인 바르셀로나 리세우 콘세르바토리 대학원 석사
- 스페인 바르셀로나 리세우 콘세르바토리 최고연주자 과정

## 주요 경력
- 국립오페라단 상근 단원
- 이탈리아 알카모 국제성악콩쿨 심사위원
- 대한적십자사 홍보대사
- 성신여대 성악과 교수

## 수상
- KBS 신인 콩쿠르
- 동아일보 콩쿠르
- 이탈리아 벨리니 국제콩쿨
- 이탈리아 비옷티 발세시아 국제콩쿨
- 스페인 프란체스카 쿠아르트 국제콩쿨

## 공연 (국내 단독 콘서트)
- 서울시립교향악단 헨델 "메시아”
- 수원시립교향악단 부르크너 “테데움”
- 대전시립교향악단 로시니 “스타바트 마테르”
- 부산시립교향악단 베토벤 “9번교향곡”
- 테너 류정필과 함께하는 브런치 콘서트 -수원- (2012)
- 류정필 강민성의 열정 탱고와 라틴 -예술의전당- (2012)
- 셀 위 탱고 Concert (2012)
- 2013 행복한 겨울극장 "월드뮤직 세계를 가다" -국립극장-
- 테너 류정필 콘서트 (세종문화회관 대극장 2014)
- 테너 류정필 콘서트 (예술의전당 콘서트홀 2014)
- 모스틀리필하모닉오케스트라 초청 테너 류정필 콘서트 (2014)
- 인천 청소년음악회 2015썸머페스티벌 (2015)
- 테너 류정필의 Contigo (2017)
- 2017 ACC 브런치콘서트
- The clawsome day White day concert (김현수 2018)
- 테너 류정필의 Contigo 당신과 함께 -부안- (2018)
- 테너 류정필 BIG CONCERT 당신과 함께 -서울 KBS홀- (2018)
- 한밤의 클래식 산책 "해설이 있는 오페라 갈라 콘서트" (2018)
- 테너 류정필의 CONTIGO 당신과 함께 -서울 KBS홀- (2019)
- 대한민국 희망콘서트 (2020)
- 마리아칼라스홀 테너 류정필 콘서트 (2020 12월, 2021 2월 3월)
- 코리안윈드오케스트라와 함께하는 신년음악회 (2021)
- 류정필 김희진[1] "추억을 말하다" 콘서트 (2021)
- 류정필 김희진 "콜라같은 클레식" 콘서트 (2021)
- 테너 류정필의 발렌타인 콘서트 AMORE MIO (2022)

## 협연
- 경기필하모닉
- 인천시향
- 충남교향악단
- 천안시립교향악단
- 용인필하모닉
- 프라임필하모닉
- 코리안심포니
- 팝스 오케스트라
- W 필하모니
- 서울콘서트필하모닉
- 이탈리아 그로세토 심포니
- 스페인 갈리시아 심포니
- 스페인 발레아르스 심포니
- 핀란드 미켈리 심포니에타
- 오스트리아 니더 외스트라이히톤퀸스틀러 오케스트라
- 체코 프라하 심포니에타
- 체코 부드바르 심포니
- 체코 야나첵 필하모니
- 미국 캔사스 토페카 심포니
- 미국 걸프 코스트 심포니
- 일본 히로시마 필하모니

## 주요 협연 지휘자
- 마우리치오 아레나
- 마우리치오 베니니
- 마넬 발디비에소
- 줄리안 코바체프
- 토마스 도어쉬
- 존 스트릭클러

## 오페라
- 라 트라비아타
- 맥베드
- 라보엠
- 람메르무어의 루치아
- 카르멘
- 베르테르
- 일본 히로시마 오페라단의 "라 트라비아타”

## 저서
- 친절한 클래식

현대에도 끊임없이 사랑받고 있는 클래식. 
그러나 서양에서 시작해 배경지식 없이 감상하기에는 약간의 장벽이 느껴질 수 있는 고전적 장르임에는 분명하다. 
이 책은 성악가인 저자의 경험과 지식이 녹아난 쉬운 해설과 함께 엮어내어 여전히 낯설고 여겨지는 클래식에 좀 더 친근히 다가갈 수 있게 하였다. 

## 필컴퍼니
필컴퍼니는 테너 류정필을 중심으로 클레식 공연기획, 음반 제작을 하는 기획사이다.
인스타그램페이스북유튜브

### 소속 아티스트
- 테너 류정필
- 소프라노 원지혜[2]
- 소프라노 조혜원
- 소프라노 이민지
- 소리꾼 안소은

### 소프라노 원지혜
원지혜(Won Jihye) 인스타그램 유튜브
- 서울대학교 음악대학 성악과 학사
- 2015년 위대한 한국인 100인대상 성악발전대상
- 2014년 제28회 월드미스유니버시티 한국대회 탤런트상
- 2020.11 대한적십자사 충남지사 홍보대사
- 창작 오페라 ‘우륵’, ‘청주아리랑’ 주역

### 소프라노 조혜원
- 서울대학교 음악대학 성악과 학사
- The City University of New York Brooklyn College, Conservatory of Music (Master of Music 과정)
- Manhattan School of Music (Professional Studies 과정)
- Internatioal Inst of Vocal Arts (수료)

## 가수김희진과 공동 활동
포크가수 김희진과 2020년 12월 25일 듀엣을 구성하여, 2021년 5월 26일 "한국인이 사랑하는 골든 팝 베스트" 앨범을 발매하였다.
2021년 7월 16일 김희진과의 듀엣곡 "사랑하며 살아요"와 솔로곡 "당신에게"란 음원을 발표하였다. 두곡 모두 김희진이 작사 작곡한 곡이다.
두 사람은 2021년 5월 8일 김포에서 "추억을 말하다"란 주제로 올드팝 콘서트를 하였으며, 6월 3일에는 부산에서 "콜라같은 클레식"이란 주제로 올드팝과 가곡 콘서트를 하였다. 
류정필과 김희진은 음반, 공연, 방송 출연 등 공동 활동을 꾸준히 계속하고 있으며, 가요와 가곡등의  듀엣 음반 발매와, 듀엣 공연 등을 계속 할 계획이다.

### 음반
- 2021년 한국인이 사랑하는 골든 팝 베스트
- 2021년 사랑하며 살아요 (디지털 앨범 - 사랑하며살아요, 당신에게 )

### 공연
- 2020년 왕가의 산책 (인천)
- 2021년 추억을 말하다 (김포)
- 2021년 콜라같은 클레식 (부산)

### 방송
- 2021년 5월 12일 KBS 해피FM 임백천의 백뮤직
- 2021년 5월 20일 TBN 낭만이 있는 곳에
- 2021년 7월 2일 TBN 경인 차차차
- 2021년 7월 10일 TBN 한밤의 교차로
- 2021년 7월 28일 TBN 부산 차차차
- 2021년 8월 17일 MBC 충북 즐거운 오후
- 2021년 9월 2일 MBC 여수 신나는 오후
- 2021년 9월 30일 MBC 충북 TV 생활력-활기찬 라이브
- 2021년 11월 14일 MBC 여수 TV 특집 섬마을 버스킹
- 2021년 12월 24일 TBN 전북 크리스마스 특집 차차차
- 2022년  5월 25일 TBN 전북 개국20주년 특집 공개방송